# Karl Klancnik
Karl Klancnik (* 8. November 1925 in Jagernigg bei Pölfing-Brunn; † 30. Mai 1976) war ein österreichischer Bergmann, Betriebsrat, Gewerkschafter und Politiker (SPÖ).
Vom 7. Oktober 1969 bis zum 15. Oktober 1971 gehörte er dem steirischen Landtag in zwei Gesetzgebungsperioden als Landtagsabgeordneter an.

## Leben
Karl Klancnik wurde am 8. November 1925 in der Ortschaft Jagernigg bei Pölfing-Brunn und absolvierte nach der Volksschule eine kaufmännische Lehre. Danach begann er eine Lehre im Bergbau und absolvierte im Zuge dieser die Berufsschule in Deutschlandsberg. Nach deren Abschluss wurde er in den aktiven Bergmannstand der Graz-Köflacher Eisenbahn- und Bergbaugesellschaft (GKB) übernommen und arbeitete in weiterer Folge als Förderer und Kohlehauer im GKB-Bergbau Pölfling-Bergla. Anderen Quellen zufolge soll er davor in einem anderen Beruf gearbeitet haben und erst 1947 zur GKB gekommen sein. Schon früh engagierte er sich in der Gewerkschaft und im Betriebsrat, in den er im Jahre 1953 gewählt worden war. 1955 zog er in den Gemeinderat von Pölfling-Bergla (Pölfing-Brunn?!) ein und stieg innerhalb der Sozialdemokratischen Partei Österreichs bis zum stellvertretenden Bezirksvorsitzenden von Deutschlandsberg auf.
Mit dem Jahr 1968 wurde Klancnik zum Zentralbetriebsratsobmann der GKB-Bergarbeiter gewählt und schied im selben Jahr aus dem Gemeinderat aus. Am 7. Oktober 1969 zog er in den steirischen Landtag ein und gehörte diesem bis zu seinem Austritt am 15. Oktober 1971 in zwei verschiedenen Gesetzgebungsperioden (VI. und VII.) an. Hierbei war er Mitglied des Kontrollausschusses sowie Ersatzmitglied des Verkehrswirtschaftlichen Ausschusses und des Landwirtschaftsausschusses und hatte die Funktion eines Ordners inne. Nach seinem vorzeitigen Ausscheiden rückte mit Peter Zoisl ein weiterer Bergmann, Betriebsrat und Gewerkschafter für ihn in den Landtag nach. Weitere Funktionen, die Klancnik innehatte, waren die des Obmanns der Versicherungsanstalt des Österreichischen Bergbaus oder die des Bezirksobmanns des Österreichischen Gewerkschaftsbunds (ÖGB) im Bezirk Voitsberg und die eines Arbeiterkammervorstandsmitglieds.
Im letzten Jahr des GKB-Bergbaus Pölfling-Bergla starb Klancnik am 30. Mai 1976 früh im Alter von 50 Jahren und wurde am Friedhof von Köflach beerdigt.